# 3-HO-PCP
3-Hidroksifenciklidin (3-HO-PCP) je disocijativ klase arilcikloheksilamina koji se odnosi na fenciklidin (PCP) koji se prodaje onlajn kao dizajnirana droga.

## Farmakologija
3-HO-PCP deluje kao nekonkurentni antagonist NMDA receptora visokog afiniteta preko mesta dizocilpina (MK-801) (Ki = 30 nM). On ima mnogo veći afinitet od PCP za ovo mesto (Ki = 250 nM, poređenja radi; osmostruka razlika). Ovaj lek takođe ima visok afinitet za μ-opioidni receptor (MOR) (Ki = 39–60 nM) pri testiranju na životinjama, κ-opioidni receptor (KOR) (Ki = 140 nM), i sigma σ1 receptor (Ki = 42 nM; IC50 = 19 nM), dok ima samo mali afinitet za δ-opioidni receptor (Ki = 2,300 nM). Visok afinitet 3-HO-PCP za opioidne receptore je jedinstven među arilcikloheksilaminima i u kontrastu je sa PCP, koji ima samo veoma nizak afinitet za MOR (Ki = 11,000–26,000 nM; razlika od 282 do 433 puta) i druge opioidne receptore (Ki = 4,100 nM za KOR i 73.000 nM za DOR).
Iako se pretpostavljalo da bi 3-HO-PCP mogao biti metabolit PCP-a kod ljudi, nema dokaza da je to slučaj.